# Hemet-nisut
Hemet-nisut, zu Deutsch „Königsgemahlin“ oder „Gemahlin des Königs“, war ein altägyptischer Verwandtschaftstitel, der zunächst nur Hauptgemahlinnen von Königen (Pharaonen) vorbehalten war, später aber auch an Nebenfrauen verliehen wurde.
Der älteste Beleg für diesen Titel findet sich für die Königin Meritites I. unter König Snofru (4. Dynastie). Ab der 6. Dynastie hatten auch die Nebenfrauen des Königs diesen Titel inne. Ab der 13. Dynastie (Zweite Zwischenzeit) nannten sich die Hauptgemahlinnen „Hemet-nisut-weret“ = Ḥm.t-njswt-wr.t = Große königliche Gemahlin, um sich von den übrigen Gemahlinnen in ihrem Rang hervorheben zu können.